# W-inds.PRIME OF LIFE
『w-inds.〜PRIME OF LIFE〜』（ウィンズ 〜プライム・オブ・ライフ〜）は、w-inds.の3枚目のオリジナルアルバム。ジャケット違いの通常盤、初回盤（共にCDのみ／コピーコントロールCD仕様）の2形態で2003年12月17日発売。

## 解説
前オリジナルアルバム『w-inds.〜THE SYSTEM OF ALIVE〜』よりちょうど1年ぶりのリリースとなったオリジナルアルバム。シングル「SUPER LOVER〜I need you tonight〜」「Love is message」「Long Road」の3枚のシングルに加え、今アルバム・リリースに先行して、歌番組『ポップジャム』（NHK）にて初披露された「Deny」と、8thシングル「SUPER LOVER〜I need you tonight〜」のリミックス「SUPER LOVER〜movin'pleasure mix〜」を含む全14曲を収録。
偶然にもメンバーの龍一の18歳の誕生日のリリースとなった。（前日の、フライング・ゲット可能日である12月16日は慶太の18歳の誕生日であった。）
一度、アルバム・タイトルは『3D』であり、初回盤ジャケットは3D仕様になると告知された。（詳細は下記。）尚『3D』の“3”は、3枚目のアルバムの3に掛けていたと考察される。
"PRIME OF LIFE"＝“人生の最盛期”という意味合いのアルバム・タイトルから、発表当時、解散説が浮上した。
収録曲「Love Train」（M1）は、夢を追って東京に上京してきた主人公と、地元である地方都市に残してきた彼女との遠距離恋愛を描いている。（詞中に山手線を表すと思われる“環状路線”というワードが出てくる。）
収録曲「so what?」（M8）は、フラメンコギターをフィーチャーしたw-inds.初のスパニッシュ・サウンド。詞中にも“セニョリータ（＝お嬢さん）”というワードが登場する。（元カノの親友に恋してしまう主人公が描かれている。）
収録曲「Dedicated to You」（M11）では、恋人を亡くした主人公がリアルに描かれている。これは作詞したshungo.の親友（女性）が実際に婚約者を癌で亡くした事実に基づき書かれている（月刊誌『JUNON』インタビュー記事及びテレビ情報誌『TV LIFE』より）。w-inds.公式携帯サイト"w-inds.tv"でリリース直後に行われた今アルバム収録曲の人気投票で1位を獲得。人気楽曲として、ベストアルバム『w-inds.〜bestracks〜』に収録された。
収録曲「INFINITY」（M12）のタイトルは当初「3D」であり、アルバムのタイトル・ソングになるはずであったが、アルバム完成直前に何らかの理由により、タイトルと詞の変更がなされた。歌パートの歌詞は書き直されたが、Rapパートの詞は時間的な問題で変更されなかったため、Rap詞中に“3 DIMENSION(＝3D)”というワードが残っている。（月刊誌『JUNON』インタビュー記事より）
収録曲「Deny」（M13）は、「Baby Maybe」（2ndアルバム『w-inds.〜THE SYSTEM OF ALIVE〜』収録曲）の続編である「Night Flight 〜夜間飛行〜」（9thシングル「Love is message」カップリング曲）に続く完結編となっている。（月刊誌『JUNON』インタビュー記事より）今アルバム・リリースに際し、リード曲として歌番組『ポップジャム』（NHK）にて初披露された。
収録曲「whose is that girl?」（M3）、「空から降りてきた白い星」（M6）の2曲の作詞で、Crystal Kayや後に東方神起の作詞を多く手掛ける人気作詞家H.U.B.を初起用。
今アルバム収録曲全14曲の内、実に11曲（リミックス含む）もの作詞をshungo.が担当した。
クレジット中に名を連ねるHayabusaとHaya10は、共に田中隼人の別名である。

## CD収録曲
| CD |                                   | |      |
| 1  | Love Train                        | 作詞:shungo. / 作曲:Jonas Blees,Hakan Lundberg,Peter Bjorklund,Tobias Lindell / 編曲:Hayabusa,Takafumi Hoshino           | 3:17 |
| 2  | SUPER LOVER〜I need you tonight〜 | 作詞:shungo. / 作曲:Giorgio Vanni,Massimo Longhi / 編曲:Haya10                                                           | 3:14 |
| 3  | whose is that girl?               | 作詞:H.U.B. / Rap詞:LOWARTH / 作曲・編曲:Ryosuke Nakanishi                                                               | 3:33 |
| 4  | W.O.L.(Wonder Of Love)            | 作詞:shungo. / 作曲:Paul Rein,Graham Stack / 編曲:Hayabusa                                                               | 3:24 |
| 5  | Long Road                         | 作詞:shungo. / 作曲:Ryoki Mataumoto / 編曲:Sadahiro Nakano                                                               | 5:14 |
| 6  | 空から降りてきた白い星            | 作詞:H.U.B. / 作曲・編曲:Ryoki Matsumoto                                                                                 | 4:56 |
| 7  | GAME                              | 作詞:shungo. / 作曲:Troy Johnson,Ralph Churchwell IV,Allen Sovory II,Michael Nielsen,Josh Dabear / 編曲:Takafumi Hoshino | 3:44 |
| 8  | so what?                          | 作詞:shungo. / 作曲:Paul Rein,Johan Aberg / 編曲:Hayabusa                                                                | 2:54 |
| 9  | Love is message                   | 作詞:Kentaro Akutsu / 作曲:Moz.(笹本安詞) / 編曲:Hayabusa                                                                | 4:58 |
| 10 | Ex-Girlfriend                     | 作詞:shungo. / 作曲:Remy / 編曲:Hayabusa                                                                                 | 4:10 |
| 11 | Dedicated to You                  | 作詞:shungo. / 作曲・編曲:Hayabusa                                                                                       | 4:52 |
| 12 | INFINITY                          | 作詞:shungo. / Rap詞:COYASS / 作曲:Ryoki Matsumoto / 編曲:Ryosuke Nakanishi                                              | 4:24 |
| 13 | Deny                              | 作詞:shungo. / 作曲:Solveig Sandnes,Chris O'brien,Graham Murphy / 編曲:Hayabusa                                          | 4:24 |
| 14 | SUPER LOVER〜movin'pleasure mix〜 | 作詞:shungo. / 作曲:Giorgio Vanni,Massimo Longhi / リミックス:Ryosuke Nakanishi                                          | 3:16 |

## タイアップ
| M-2 | SUPER LOVER〜I need you tonight〜 | 日本テレビ系『あんグラ☆NOW!』2003年5月度エンディングテーマ  |
| M-5 | Long Road                         | 日本テレビ系『あんグラ☆NOW!』2003年11月度エンディングテーマ |
| M-9 | Love is message                   | ブルボン『MINTREX』CMソング                                 |

## 発売形態
| 形態 | 発売日         | 品番       | ジャケット | 備考                                                                           |
| ---- | -------------- | ---------- | ---------- | ------------------------------------------------------------------------------ |
| CD   | 2003年12月17日 | PCCA-01971 | 初回盤     | 初回特典：①初回限定ジャケット②ポスターカレンダー③X'masイベント参加券           |
| CD   | 2003年12月17日 | PCCA-01971 | 通常盤     | 初回入荷分期間限定特典：①w-inds.オリジナルトレーディングカード1枚封入（全4種） |